# Nasal palatal
A nasal palatal é um tipo de fone consonantal empregado em alguns idiomas. O símbolo deste som no alfabeto fonético internacional é "ɲ", e no X-SAMPA é "J". Este som ocorre no português de Portugal em palavras como "manhã" e no português brasileiro em alguns dialetos em palavras como alumínio ou assim.
O símbolo IPA deriva de ⟨n⟩ e ⟨j⟩, ⟨n⟩ para nasalidade e ⟨j⟩ denotando palatal. Nas ortografias francesa e italiana, o som é representado pelo dígrafo ⟨gn⟩. Em espanhol e em línguas cujos sistemas de escrita são influenciados pela ortografia espanhola, é representada pela letra ⟨ñ⟩, denominada eñe ("enye"). O occitano usa o dígrafo ⟨nh⟩, a fonte do mesmo dígrafo português chamado ene-agá, usado posteriormente por línguas cujos sistemas de escrita são influenciados pela ortografia portuguesa, como o vietnamita. Em catalão, húngaro e em muitas línguas africanas, como suaíli ou dinka, o dígrafo ⟨ny⟩ é usado.
O nasal alvéolo-palatal sonoro é um tipo de som consonantal, utilizado em algumas línguas orais. Não há nenhum símbolo dedicado no Alfabeto Fonético Internacional que represente este som. Se mais precisão for desejada, ela pode ser transcrita ⟨n̠ʲ⟩ ou ⟨ɲ̟⟩; estes são essencialmente equivalentes, uma vez que o contato inclui a lâmina e o corpo (mas não a ponta) da língua. Existe uma letra ⟨ȵ⟩ não-IPA (⟨n⟩, mais a curva encontrada nos símbolos das fricativas sibilantes alvéolo-palatais ⟨ɕ, ʑ⟩), usada especialmente em círculos Sinológicos.
O alvéolo-palatal nasal é comumente descrito como palatal; muitas vezes não está claro se uma língua tem um verdadeiro palatal ou não. Muitas línguas afirmavam ter um nasal palatino, como o português, na verdade possuem um nasal alvéolo-palatal. Isso provavelmente é verdade para vários dos idiomas listados aqui. Alguns dialetos do irlandês, bem como alguns dialetos não padrão do Malayalam, são relatados para contrastar nasais alvéolo-palatinas e palatinas.
Também existe uma nasal pós-palatal (também chamada de pré-velar, velar frontal, etc.) em algumas línguas. Nasais palatais são mais comuns do que as plosivas palatinas [c, ɟ].

## Características
- Sua forma de articulação é oclusiva, ou seja, produzida pela obstrução do fluxo de ar no trato vocal.
- Como a consoante também é nasal, o fluxo de ar bloqueado é redirecionado pelo nariz.
- Seu local de articulação é palatino, o que significa que é articulado com a parte média ou posterior da língua elevada ao palato duro.
- Sua fonação é sonora, o que significa que as cordas vocais vibram durante a articulação.
- É uma consoante nasal, o que significa que o ar pode escapar pelo nariz, exclusivamente (plosivas nasais) ou adicionalmente pela boca.
- O mecanismo da corrente de ar é pulmonar, o que significa que é articulado empurrando o ar apenas com os pulmões e o diafragma, como na maioria dos sons.

## Ocorrência

### Palatal ou alvéolo-palatal
| Língua           | Língua                 | Palavra                    | AFI               | Significado      |
| ---------------- | ---------------------- | -------------------------- | ----------------- | ---------------- |
| !Kung            | !Kung                  | [ exemplo necessário ]     | —                 | —                |
| Albanês          | Albanês                | një                        | [ɲə]              | Um               |
| Aranda           | Aranda                 | [ exemplo necessário ]     | —                 | —                |
| Basco            | Basco                  | andereño                   | [än̪d̪e̞ɾe̞ɲo̞]        | Professora       |
| Bengali          | Bengali                | অঞ্চল                       | [ɔɲtʃɔl]          | Área             |
| Birmanês         | Birmanês               | ညာ                          | [ɲà]              | Direito          |
| Catalão          | Catalão                | any                        | [ˈaɲ̟]             | Ano              |
| Chinês           | Mandarim               | 女人 / nǚ rén              | [ȵy˩ ɻən˨˧]       | Mulher           |
| Chinês           | Sichuanês              | 女人 / nǚ rén              | [ȵy˥˧ zən˨˩]      | Mulher           |
| Chinês           | Dialeto Wu/Shanghai    | 女人 / gniugnin            | [ȵy˩˧ȵiŋ˥˨]       | Mulher           |
| Tcheco           | Tcheco                 | kůň                        | [kuːɲ]            | Cavalo           |
| Dinka            | Dinka                  | nyɔt                       | [ɲɔt]             | Bastante         |
| Holandês         | Holandês               | oranje                     | [oˈrɑɲə]          | Laranja          |
| Francês          | Francês                | hargneux                   | [arɲø]            | Beligerante      |
| Galício          | Galício                | viño                       | [ˈbiɲo]           | Vinho            |
| Grego            | Grego                  | πρωτοχρονιά / prōtochroniá | [pro̞to̞xro̞ˈɲ̟ɐ]     | Dia de Ano Novo  |
| Húngaro          | Húngaro                | anya                       | [ˈɒɲɒ]            | Mãe              |
| Italiano         | Padrão                 | bagno                      | [ˈbäɲːo]          | Banho            |
| Italiano         | Dialeto romanesco      | niente                     | [ˈɲːɛn̪t̪e]         | Nada             |
| Irlandês         | Irlandês               | inné                       | [əˈn̠ʲeː]          | Ontem            |
| Japonês          | Japonês                | 庭 / niwa                  | [ɲ̟iɰᵝa̠]           | Jardim           |
| Khasi            | Khasi                  | bseiñ                      | [bsɛɲ]            | Cobra            |
| Coreano          | Coreano                | 저녁 / jeonyeok            | [t͡ɕʌɲʌk̚]          | Noite            |
| Curdo            | Inferior               | یانزه                      | [jäːɲzˠa]         | Onze             |
| Letão            | Letão                  | mākoņains                  | [maːkuɔɲains]     | Nublado          |
| Macedônio        | Macedônio              | чешање                     | [ˈt͡ʃɛʃaɲɛ]        | Coceira          |
| Malagasy         | Malagasy               | [ exemplo necessário ]     | —                 | —                |
| Malay            | Malay                  | banyak                     | [bäɲäʔˈ]          | Um monte         |
| Malayalam        | Malayalam              | ഞാന്                         | [ɲäːn]            | Eu               |
| Mapudungun       | Mapudungun             | ñachi                      | [ɲɜˈt͡ʃɪ]          | Sangue temperado |
| Frísio superior  | Mooring                | fliinj                     | [ˈfliːɲ]          | Voar             |
| Norueguês        | Superior               | mann                       | [mɑɲː]            | Homem            |
| Norueguês        | Inferior               | mann                       | [mɑɲː]            | Homem            |
| Occitano         | Superior               | Polonha                    | [puˈluɲo̞]         | Polônia          |
| Occitano         | Inferior               | Polonha                    | [puˈluɲo̞]         | Polônia          |
| Occitano         | Gascon                 | banh                       | [baɲ]             | Banho            |
| Polonês          | Polonês                | koń                        | [kɔɲ̟] (help·info) | Cavalo           |
| Português        | Muitos dialetos        | Sônia                      | [ˈsõ̞n̠ʲɐ]          | Sônia            |
| Português        | Europeu                | arranhar                   | [ɐʁɐ̃ˈn̠ʲaɾ]        | Arranhar         |
| Quéchua          | Quéchua                | ñuqa                       | [ˈɲɔqɑ]           | Eu               |
| Romeno           | Dialeto transilvaniano | câine                      | [ˈkɨɲe̞]           | Cachorro         |
| Gaélico escocês  | Gaélico escocês        | seinn                      | [ʃeiɲ̟]            | Cantar           |
| Servo-Croata     | Servo-Croata           | њој / njoj                 | [ɲ̟ȏ̞j]             | À ela            |
| Eslovaco         | Eslovaco               | pečeň                      | [ˈpɛ̝t͡ʃɛ̝ɲ̟]         | Fígado           |
| Espanhol         | Espanhol               | español                    | [e̞späˈɲol]        | Espanhol         |
| Swahili          | Swahili                | nyama                      | [ɲɑmɑ]            | Carne            |
| Tamil            | Tamil                  | ஞாயிறு                        | [ɲaːjiru]         | Domingo          |
| Tyap             | Tyap                   | nyam                       | [ɲam]             | Animal           |
| Ucraniano        | Ucraniano              | тінь                       | [t̪ʲin̠ʲ]           | Sombra           |
| Vietnamita       | Vietnamita             | nhà                        | [ɲâː]             | Casa             |
| Frísio ocidental | Frísio ocidental       | njonken                    | [ˈɲoŋkən]         | Próxima a        |
| Yi               | Yi                     | ꑌ / nyi                   | [n̠ʲi˧]            | Sentar           |
| Zulu             | Zulu                   | inyoni                     | [iɲ̟óːni]          | Pássaro          |

### Pós-palatal
| Língua     | Língua     | Palavra  | AFI        | Significado                  |
| ---------- | ---------- | -------- | ---------- | ---------------------------- |
| Alemão     | Padrão     | gängig   | [ˈɡ̟ɛŋ̟ɪç]   | Comum                        |
| Lituano    | Lituano    | menkė    | [ˈmʲæŋ̟k̟eː] | Bacalhau                     |
| Mapudungun | Mapudungun | dañe     | [ˈθɐɲe̞]    | Ninho                        |
| Polonês    | Polonês    | węgiel   | [ˈvɛŋ̟ɡ̟ɛl]  | Carvão                       |
| Romeno     | Romeno     | anchetă  | [äŋ̟ˈk̟e̞t̪ə]  | Investigação                 |
| Turco      | Turco      | renk     | [ˈɾeɲc]    | Cor                          |
| Usbeque    | Usbeque    | ming     | [miŋ̟]      | Mil                          |
| Vietnamita | Vietnamita | nhạc     | [ɲa̰ːʔk˨˩]  | Música                       |
| Yaniuwa    | Yaniuwa    | [l̪uwaŋ̟u] | [l̪uwaŋ̟u]   | Tira de gordura de tartaruga |